# Conferința Internațională privind Populația și Dezvoltarea de la Cairo
De la crearea Națiunilor Unite, 1945, au avut loc trei conferințe mondiale asupra populației. Prima conferință, Conferința Mondială a Populației de la București, datează din 1974. Zece ani mai târziu, Mexico City a găzduit a doua Conferință Internațională asupra Populației. Ultima conferință mondială, Conferința internațională privind populația și dezvoltarea din Cairo, a avut loc în 1994.
Astăzi, este recunoscut la nivel mondial că îndeplinirea drepturilor femeilor și fetelor este esențială pentru dezvoltare. Dar dacă cineva ar fi urmărit originea acestei realizări, toate firele duc înapoi în Cairo, în 1994, când a avut loc ultima Conferință Internațională privind Populația și Dezvoltarea.

### Istoric
Organizația Națiunilor Unite a coordonat Conferința Internațională privind Populația și Dezvoltarea în Cairo, Egipt, în perioada 5-13 septembrie 1994. Fiind convocată sub auspiciile Organizației Națiunilor Unite conferința a fost organizată de un secretariat format din Divizia Populație a Organizației Națiunilor Unite, pe atunci Departamentul pentru Analiza Economică și Socială și Politică (acum Departamentul Afacerilor Economice și Sociale) și Fondul Națiunilor Unite pentru Populație.
Diferitele opinii privind drepturile omului, populația, sănătatea sexuală și reproductivă, egalitatea de șanse între femei și bărbați și dezvoltarea durabilă s-au unit într-un consens global remarcabil care a pus demnitatea și drepturile omului, chiar în centrul dezvoltării.
“Conferința Internațională din 1994 privind populația și dezvoltarea apare într-un moment determinant în istoria cooperării internaționale. Odată cu recunoașterea tot mai mare a populației globale, a dezvoltării și a interdependenței de mediu, oportunitatea de a adopta politici macroeconomice și socio-economice adecvate pentru promovarea unei creșteri economice susținute în contextul dezvoltării durabile în toate țările și pentru mobilizarea resurselor umane și financiare pentru rezolvarea problemei globale, rezolvarea nu a fost niciodată mai mare.”
Conferința de la Cairo a fost cea mai mare conferință interguvernamentală privind populația și dezvoltarea desfășurată vreodată, cu participarea a 179 de guverne și aproximativ 11 000 de participanți înregistrați - de la guverne, agenții și organizații specializate ale ONU, organizații interguvernamentale, organizații neguvernamentale și mass-media. Extinderea interesului și participarea societății civile a fost fără precedent.

### Programul de acțiune
Programul de acțiune al acestuia este documentul director pentru Fondul Națiunilor Unite pentru Populație, program care a subliniat rolul fundamental al intereselor femeilor. "Adoptată de 179 de guverne, Programul de acțiune al Conferinței a marcat o schimbare fundamentală în gândirea globală asupra problemelor legate de populație și dezvoltare" Acesta este considerat ca un ghid pentru acțiunile naționale și internaționale în ceea ce privește populația și dezvoltarea pentru următorii 20 de ani.
Programul de Acțiune al Conferinței de la Cairo, adoptat de 179 de state membre, stabilește un plan de perspectivă pentru avansarea bunăstării umane, “subliniază legăturile integrale dintre populație și dezvoltare și se concentrează pe satisfacerea nevoilor femeilor și bărbaților individuali, nu pe atingerea obiectivelor demografice.”  Acesta subliniază valoarea investirii în femei și fete, atât ca un scop în sine, cât și ca o cheie pentru îmbunătățirea calității vieții pentru toată lumea.
În plus, programul de acțiune evidențiază legăturile esențiale dintre sănătatea sexuală și reproductivă și aproape fiecare aspect al populației și al dezvoltării, de la urbanizare, migrație și îmbătrânire la structurile familiale în schimbare și importanța abordării drepturilor tinerilor. Ea atrage atenția asupra modului în care investițiile în femei și tineret, în special în ceea ce privește sănătatea sexuală și reproductivă, pot avea un impact asupra durabilității mediului și asupra dinamicii populației.
Două capitole separate au fost dedicate abordării egalității de gen, echității, responsabilității și drepturilor reproductive și a sănătății reproducerii. Acest lucru a marcat clar o victorie pentru mișcarea femeilor. Documentul recunoaște că împuternicirile femeilor și îmbunătățirea statutului lor sunt obiective importante în sine și esențiale pentru realizarea dezvoltării durabile. 
Pentru o mai bună implementare a programului de acțiune și pentru a putea ajunge la obiectivele propuse pe care guvernele au convenit să le pună la dispoziție, Fondul Națiunilor Unite pentru Populație generează evaluări anuale ale nivelurilor resurselor naționale și asistenței internaționale necesare. Inițial a fost considerat a avea un orizont de timp de 20 de ani, dar Programul de acțiune a fost prelungit după 2014 de către Adunarea Generală.

### Principiile Conferinței
Programul de acțiune al Conferinței conține 15 principii de bază. Primul principiu se referă la faptul că "toți oamenii se nasc liberi și egali în drepturi și demnitate." Principiul 2 și 3 fac referire la dreptul la dezvoltare al fiecăruia dar și la importanță fiecăruia la procesul de dezvoltare, "persoanele sunt subiectul central al dezvoltării".  
Principiul 4 introduce egalitatea de gen, împuternicirea femeilor, eliminarea violenței împotriva femeilor și controlul fiecăruia asupra fertilității lor. Dezvoltarea culturală, economică și socială, apar în principiile 5 și 6, și sunt văzute ca modalități de a asigura bunăstarea oamenilor. Pentru ca programul să fie eficient, "toate statele și toți oamenii trebuie să coopereze în sarcina de eradicare a sărăciei".
Următoarele principii se referă la serviciile de sănătate (sănătate fizică, mintală, reproductivă, planificare familială), la familie ca unitate de bază în societate, dreptul la educație, copiii ca prioritate pentru stat și familie, tratament adecvat imigranților și oportunități egale pentru toți.

### Obiective[14]
Programul oficial al Conferinței, asupra căruia participanții au ajuns la un consens, denumește patru obiective importante. Primul obiectiv susține educația universală și prevede introducerea educație primare universale în toate țările până în anul 2015, și asigurarea unui acces mai larg pentru femei în învățământul secundar și superior.  
Următoarele obiective sunt reducerea mortalității materne și reducerea mortalității infantile a copilului care prevăd adoptarea de către state a măsurilor necesare pentru a reduce rata mortalității și pentru atingerea unei rate cât mai mici. Ultimul obiectiv face referire la serviciile de sănătate reproductivă și sexuală, inclusiv la planificarea familială. Este pentru prima dată când într-un document de politică internațională se face referire la sănătatea reproductivă.
Programul de acțiune al Conferinței de la Cairo a oferit o bază pentru Obiectivele de Dezvoltare ale Mileniului și a contribuit la îmbunătățirea semnificativă a reducerii sărăciei, a sănătății, a educației și a egalității de gen în ultimii douăzeci de ani.